# 虻川
虻川（あぶがわ）は、長野県下伊那郡豊丘村を流れる天竜川水系の一級河川である。

## 地理
鬼面山西方の豊丘村北山、本谷にある、いくつかの沢に源を発し、林道大島虻川線をそって流れ、天竜川に合流する。
山間部に位置する上流の険しい渓谷は夏はレジャースポットとして、秋は紅葉の名所としてにぎわう。

## 流域の観光地
- 野田平キャンプ場
- 大明神淵 - 坂島トンネル北側の虻川渓谷一帯。豊丘村の名勝地として文化財に指定されている。
- 巨大ポットホール - 2004年7月に豊丘村のアマチュア写真家によって発見され、各種マスコミに取り上げられて話題となった。大明神淵にあり、甌穴は滝壺型で日本最大級とされる。甌穴内部には、盤を削ったドリルストーンも確認できる。豊丘村指定文化財。
- 新九郎の滝-最上流
- 餓鬼ヶ童の滝
- コブシの群生林-野田平の虻川沿岸一帯斜面3haに渡る村花であるコブシの群生林。村指定文化財。
- 大トチノキ-林道終点の鬼面山への登山道脇。村指定文化財。

## 橋梁
- 大虻川橋（川から相当の高さがある）
- 虻川橋
- 新虻川橋